# 쉰레이
쉰레이 유한회사(Xunlei, 중국어 간체자: 迅雷, 한어 병음: Xùnléi, 월병: seon3 leoi4, 직역: thunderbolt)는 2003년에 설립된 중국의 다국적 기술 기업이자 온라인 서비스 제공자이다. 쉰레이 유한회사의 자회사인 선전 쉰레이 네트워킹 기술 유한회사(중국어 간체자: 迅雷网络技术有限公司)는 이전에는 산다이 기술 (선전) 주식회사로 알려졌으며, 2005년 5월에 현재의 이름으로 변경했다. 본사는 선전시 난산구에 위치한다.
2014년 4월, 쉰레이는 중국 전자회사 샤오미로부터 2억 달러를 투자받았다. 2014년 6월 24일, 쉰레이는 나스닥 증권 거래소에 상장하여 주당 12달러에 731만 5천 주의 미국 예탁 주식(ADS)을 매각하며 약 8,800만 달러를 모금했다. 중국 정부의 공업정보화부가 발표한 중국 100대 인터넷 기업 연간 순위에 따르면, 쉰레이는 2017년 순위에서 42위를 차지했다.
쉰레이 유한회사가 개발한 주요 제품은 쉰레이 다운로드 관리자와 피어 투 피어 소프트웨어로, HTTP, FTP, eDonkey, 비트토렌트 프로토콜을 지원한다. 2010년 기준, 쉰레이는 전 세계에서 가장 많이 사용되는 비트토렌트 클라이언트였다. 2017년 10월, 회사는 블록체인 기업으로 전환하고, 블록체인 기반 제품인 원씽 클라우드를 출시할 것이라고 발표했다. 원씽 클라우드 사용자는 쉰레이의 콘텐츠 전송 네트워크에 대역폭을 기여하는 대가로 링크토큰(가상 토큰의 일종)을 받는다.
쉰레이 유한회사는 2017년 6월 29일에 이사회가 전 텐센트 클라우드 컴퓨팅 부문 책임자였던 레이 첸(Lei Chen)을 최고 경영자 및 이사회 이사로 임명했다고 발표했다. 2017년 12월 12일, 쉰레이는 이사회가 왕추안(Chuan Wang) 씨를 이사회 의장으로 선출했다고 발표했다. 왕추안은 2014년 3월부터 쉰레이의 이사로 재직했다. 왕추안은 샤오미 주식회사의 공동 설립자이며, 2012년부터 부사장으로 재직했다. 그는 또한 베이징 두오칸 기술 유한회사(Beijing Duokan Technology Co., Ltd.)의 설립자이며, 2010년 사업 시작 이후로 최고 경영자로 재직하고 있다.

## 제품
쉰레이 다운로드 관리자는 일반적으로 쉰레이라고 불리며, 쉰레이 코퍼레이션의 주력 제품이자 기타 데스크톱 소프트웨어이다. 쉰레이는 중국에서 가장 인기 있는 다운로드 소프트웨어이다. 2017년부터 스텔라클라우드, 원씽 클라우드 및 썬더체인이 회사의 중요한 제품이 되었다.

### 쉰레이
쉰레이를 통해 사용자는 인터넷에서 사용 가능한 파일의 많은 부분에 접근할 수 있다. 쉰레이는 다운로드 속도를 높이기 위해 P2SP라는 기술을 사용한다. 쉰레이의 기능에는 내장 브라우저, 변경 가능한 스킨, 클라우드 저장소, "오프라인" 다운로드, 고속 다운로드(회원만 이용 가능), 이메일 서비스 등이 포함된다. 아이리서치의 보고서에 따르면, 2014년 3월 기준으로 쉰레이의 클라우드 가속 월간 활성 사용자는 1억 4,200만 명에 달하며(유료 회원 약 520만 명 포함), 중국 클라우드 가속 제품 및 서비스 시장에서 81.4%의 시장 점유율을 차지하고 있다.
쉰레이는 쉰레이 9, 맥 쉰레이, 쉰레이 VIP 에디션, 그리고 쉰레이 익스프레스 에디션을 포함한 여러 제품군을 가지고 있다. 애드웨어로서 쉰레이 제품은 배너 광고를 특징으로 하며, 이는 VIP 사용자로 로그인하면 비활성화할 수 있다.

### 성역 CDN
성역(중국어 간체자: 星域, 직역: asteroid field) CDN은 쉰레이의 완전 소유 자회사인 선전 원씽 테크놀로지스 유한회사가 2015년 6월에 출시한 콘텐츠 전송/분배 네트워크(CDN) 제품이다. 기존 CDN과 달리 성역 CDN은 사용자가 공유하는 유휴 대역폭을 활용한다. 이 계획에 참여하기 위해 사용자는 쉰레이에서 네트워크 장치(즈환첸바오 또는 원씽 클라우드)를 구매할 수 있다. 그 대가로 쉰레이는 사용자에게 가상 토큰을 보상으로 제공한다. 중국의 민간 광대역 가격이 기업용 광대역 가격보다 훨씬 낮기 때문에, 성역 CDN의 기업 측 가격은 경쟁사보다 저렴하다. 성역 CDN의 비즈니스 고객으로는 샤오미, 아이치이, 모모, 인스타360, 빌리빌리 그리고 쉰레이 자체를 포함한다. 2017년 8월, 쉰레이는 중국 공업정보화부로부터 CDN 운영 공식 라이선스를 받았다고 발표했다.

### 스텔라클라우드
스텔라클라우드(중국어: 星域云)는 쉰레이의 기존 콘텐츠 전송 네트워크 (CDN) 서비스를 서비스형 인프라 (IaaS)로 확장하는 공유 클라우드 컴퓨팅 플랫폼으로, 에지 컴퓨팅, 함수 컴퓨팅 및 공유 CDN (SCDN) 솔루션을 제공한다. 스텔라클라우드는 기업의 클라우드 전환을 돕기 위해 만들어졌으며, 여기에는 콘텐츠 전송, 라이브 스트리밍, 데이터 저장 및 인공지능 (AI)이 포함된다. 150만 개 이상의 컴퓨팅 노드의 지원을 받아 스텔라클라우드는 최대 30T의 대역폭 용량과 1500 PB의 저장 용량을 제공할 수 있다.

### 원씽 클라우드
원씽클라우드(중국어: 玩客云)는 고품질 디지털 엔터테인먼트를 추구하는 사람들을 위해 설계된 개인 클라우드로, 빠른 다운로드, 즉석 저장 및 삭제, 파일 관리, 원격 제어, 멀티미디어 엔터테인먼트 및 기타 기능을 제공한다.

### 썬더체인
2018년 4월, 쉰레이는 초당 수백만 건의 트랜잭션(TPS)을 동시에 처리할 수 있는 고성능 블록체인 플랫폼인 썬더체인(중국어: 迅雷链)을 출시했다. 쉰레이의 독점 균일 다중체인 프레임워크를 기반으로 하는 썬더체인은 균일 체인 간의 확인 및 상호 작용을 실현하고 여러 트랜잭션이 다른 체인에서 병렬로 실행될 수 있도록 설계되었다. 썬더체인은 최적화된 PBFT(Practical Byzantine Fault Tolerance)를 합의 모델로 채택하여 낮은 지연 시간을 제공하며 초당 하나의 블록을 생성할 수 있도록 한다. PBFT는 일관성 알고리즘으로서 소프트 포크를 피할 수 있다. 썬더체인은 솔리디티 언어로 작성된 스마트 컨트랙트를 지원하며 EVM(Ethereum Virtual Machine)과 호환되어 다른 블록체인 플랫폼에서 애플리케이션을 쉽게 마이그레이션할 수 있도록 한다.

### 썬더체인 파일 시스템
썬더체인 파일 시스템(TCFS)은 쉰레이의 독점 분산 기술과 수백만 개의 공유 컴퓨팅 노드를 기반으로 하는 분산 파일 시스템으로, 데이터 저장 및 승인된 배포를 담당한다. 이 시스템은 썬더체인을 포함한 블록체인 플랫폼 및 기타 플랫폼을 위해 특별히 구축되었다. 블록체인 개발자와 기업은 분산 데이터 저장 및 통합 기능을 갖춘 분산 애플리케이션(DApps)을 구축할 수 있으며, 개방성, 투명성, 비변조성, 추적성, 신뢰성, 보안 및 암호화, 대량 저장 및 권한 부여 기능이 향상되었다.

### 쉰레이 칸칸
쉰레이 칸칸(Xunlei Kankan), 또는 칸칸으로도 알려져 있으며, 웹 인터페이스와 클라이언트 애플리케이션을 갖춘 주문형 비디오 서비스이다. 쉰레이 칸칸은 안드로이드와 iOS(아이폰 및 아이패드용 칸칸 HD 포함)를 포함한 모바일 플랫폼에서도 사용할 수 있다. 2015년에 쉰레이는 쉰레이 칸칸의 전체 지분을 베이징 네사운드 국제 미디어 유한회사에 총 RMB 1억 3천만 위안에 매각했다.

### 기타
위 제품 외에도 회사는 미디어 플레이어, 게임 가속기, 라이브 스트리밍 비디오 플랫폼 및 온라인 게임과 같은 소프트웨어를 생산한다.

## 시설

### 본사 및 사무실
쉰레이 신사옥인 쉰레이 빌딩은 현재 건설 중이며 2020년 완공 예정이다. 쉰레이 빌딩은 선전 난산구에 위치하며, 선전 지하철 1호선 및 2호선과 인접해 있다. 건물은 30층 높이이며, 총 건축 면적은 약 65,000제곱미터이다.

## 우려와 비판

### 링크토큰
이전에는 원코인으로 알려졌던 링크토큰은 쉰레이가 발행하는 가상 토큰의 일종이다. 이 토큰은 사용자의 네트워크 대역폭, 저장 공간 또는 기타 자원 공유를 통해 얻어야 한다. 쉰레이는 이 토큰이 네트워크 가속 서비스, 클라우드 저장 서비스 및 기타 인터넷 콘텐츠 비용을 지불하는 데 사용될 수 있다고 밝혔다. 회사는 이 디지털 토큰이 사용자들이 회사 클라우드 플랫폼에서 공유하는 컴퓨팅 자원에 대해 투명한 장부를 가능하게 할 것이라고 설명했다.
중국의 가상 통화 거래 및 초기 코인 공개(ICO) 금지 조치로 인해, 쉰레이는 링크토큰이 ICO를 구성하지 않으며 현금으로 구매하거나 거래될 수 없다고 선언했다. 그리고 회사는 제3자 거래 플랫폼에 변호사 서한을 보내 링크토큰 거래 활동을 중단할 것을 요구했다. 그럼에도 불구하고, 토큰의 거래 가격은 일부 비공식 거래 플랫폼에서 한 달 만에 30배 상승했으며, 일부 비평가들은 토큰이 지나치게 투기적이며 규제 위험에 직면할 수 있다고 주장한다.
2018년 9월 17일, 쉰레이는 뉴랜드 하이테크 그룹(Newland Hi-Tech Group Co., Ltd.)과 전략적 파트너십을 체결했다. 이 전략적 파트너십과 관련하여 쉰레이는 또한 뉴랜드의 계열사인 베이징 링크체인 유한회사(Beijing LinkChain Co., Ltd.)와 일련의 거래를 체결하여, 링크토큰 프로그램의 중국 본토 내 독점 운영권(링크토큰 보상 규칙의 제정, 수정 및 실행, 링크토큰 포켓 및 링크토큰 몰, 관련 자산 및 부채를 베이징 링크체인으로 이전하는 것을 포함하되 이에 국한되지 않음)을 이전(이하 "이전")했다. 이 이전이 완료되면 쉰레이는 중국 본토 내에서 링크토큰 프로그램을 더 이상 운영하지 않는다. 이 이전은 쉰레이가 썬더체인 및 썬더체인 파일 시스템(TCFS)과 같은 기본 블록체인 기술 및 인프라 연구 개발에 더 집중할 수 있게 할 것이다.

### 파일 공유
쉰레이는 능동적인 파일 공유를 지원하지 않는다는 점에서 P2P 도구와 다르다. 저작권 옹호자들은 쉰레이를 저작권 침해를 조장하는 P2P 도구로 보지만, P2P 옹호자들은 쉰레이를 리치로 비판하며 업로드보다 다운로드가 훨씬 많다고 지적한다. 또한 쉰레이가 다른 클라이언트 사용자보다 쉰레이 사용자 간의 파일 공유를 우선시하는 경향이 자주 관찰된다. 많은 순수 P2P 도구들이 쉰레이를 차단했지만, 쉰레이가 다운로드와 업로드 균형을 맞추기 시작한 후 이러한 추세는 약화되었다.
쉰레이는 더 이상 활성화되지 않거나 공유되지 않는 파일을 백업하기 위해 자체 저장 서버를 설정한다. 이 기능은 고속 채널이라고 불리며 쉰레이 사용자가 다른 사용자보다 더 빠르게 데이터를 검색할 수 있도록 한다. 그러나 유료 사용자만 이러한 서버에 접근하고 파일을 다운로드할 수 있다.

## 같이 보기
- 텐센트
- 플래시겟, 또 다른 다운로드 관리자